# Онуки, Таэко
Таэко Онуки (яп. 大貫 妙子 О:нуки Таэко, род. 28 ноября 1953 года, Токио) — японская певица, автор песен и композитор. Одна из наиболее влиятельных исполнителей в жанре сити-поп.

## Биография
Таэко Онуки родилась в 1953 году в специальном районе Сугинами города Токио. Её отец, Кэнъитиро Онуки, состоял в японском формировании специального назначения.
В 1973 году она вместе с другими музыкантами, среди которых были Тацуро Ямасита и Кунио Мурамацу, основала группу Sugar Babe. Поскольку в то время главенствующим музыкальным стилем был хард-рок, публика не приветствовала их творчество и группа распалась через три года, выпустив единственный альбом — Songs. После этого, в 1976 году, Онуки начала сольную карьеру и выпустила свой первый альбом — Grey Skies, который выдержал стиль Sugar Babe. Её второй альбом, SUNSHOWER, представлял собой смешение поп-музыки и джаза и стал прорывным в карьере певицы. Работая над третьим альбомом, MIGNONNE, она сотрудничала с продюсером Эдзи Огурой, однако поскольку она слабо разбиралась в стратегии, ориентированной на высокие продажи, альбом плохо продавался вопреки ожиданиям. Затем она сделала двухлетний перерыв в карьере. С 1980 по 1982 год она выпускала трилогию альбомов: romantique, AVENTURE и Cliché, в которых отметилось более электронное звучание.
В 2006 году Онуки исполнила песню для аниме-фильма Doubutsu no Mori, созданного по мотивам серии игр Animal Crossing. В 2008 году она исполнила песню «Kimi wa Tennen Shoku» (яп. 君は天然色 Кими ва Тэннэн Сёку) Эйити Отаки для кавер-альбома A Long Vacation From Ladies.

## Дискография

### Синглы
- «Ai wa Maboroshi» (愛は幻) (1976)
- «Ashita kara, Drama» (明日から、ドラマ) (1977)
- «Summer Connection» (サマー・コネクション) (1977)
- «Jaja uma Musume» (じゃじゃ馬娘) (1978)
- «CARNAVAL» (1980)
- «Futari» (ふたり) (1981)
- «Koibito-tachi no Ashita» (恋人達の明日) (1981)
- «Chance» (チャンス) (1981)
- «Kuro no Claire» (黒のクレール) (1981)
- «Peter Rabbit to Watashi» (ピーターラビットとわたし) (1982)
- «Natsu ni Koi Suru Onna-tachi» (夏に恋する女たち) (1983)
- «Uchu (Cosmos) Mitsuketa» (宇宙（コスモス）みつけた) (1984)
- «Vegetable» (ベジタブル) (1985)
- «Mori no Christmas» (森のクリスマス) (1985)
- «Hitori Kurashi no Yosei-tachi» (ひとり暮らしの妖精たち) (1986)
- «Koibito-tachi no Jikoku» (恋人たちの時刻) (1987)
- «Kazoku Rondo» (家族輪舞曲) (1989)
- «Oyoguhito» (泳ぐ人) (1990)
- «Dreamland» (1991)
- «Shizukana Yakusoku» (静かな約束) (1992)
- «Haru no Tegami» (春の手紙) (1993)
- «Shiawase no Sandwich» (しあわせのサンドウィッチ) (1993)
- «Utsukushi Hito yo» (美しい人よ) (1994)
- «Harukana HOME TOWN» (はるかなHOME TOWN) (1996)
- «Happy-go-Lucky» (1997)
- «Himawari» (ひまわり) (1997)
- «Tada» (ただ) (2000)
- «Anata o Omou to» (あなたを思うと) (2001)
- «Asa no Palette» (朝のパレット) (2022)

### Альбомы
- Grey Skies (グレイ・スカイズ) (1976)
- SUNSHOWER (サンシャワー) (1977)
- MIGNONNE (ミニヨン) (1978)
- romantique (ロマンティーク) (1980)
- AVENTURE (アヴァンチュール) (1981)
- Cliché (クリシェ) (1982)
- SIGNIFIE (シニフィエ) (1983)
- Cahier (カイエ) (1984)
- copine (コパン) (1985)
- Comin' Soon (カミン・スーン) (1986)
- Africa Doubutsu Puzzle (アフリカ動物パズル) (1987)
- A SLICE OF LIFE (スライス・オブ・ライフ) (1987)
- PURISSIMA (プリッシマ) (1988)
- NEW MOON (ニュー・ムーン) (1990)
- DRAWING (ドローイング) (1992)
- Shooting Star in the Blue Sky (1993)
- TCHOU! (チャオ!) (1995)
- LIVE’93 Shooting Star in the Blue Sky (1996)
- pure acoustic (1996)
- LUCY (ルーシー) (1997)
- Tokyo Biyori (東京日和) (1997)
- ATTRACTION (アトラクシオン) (1999)
- ENSEMBLE (アンサンブル) (2000)
- note (2002)
- One Fine Day (2005)
- Boucles d’oreilles (ブックル ドレイユ) (2007)
- UTAU (2010)
- Tint (2015)
- TAEKO ONUKI meets AKIRA SENJU 〜 Symphonic Concert 2016 (2016)
- Pure Acoustic 2018 (2018)
- A Slice of Life (2019)

### Сборники
- EARLY TIMES 1976-77 (1981)
- CLASSICS (1985)
- The very best of Onuki Taeko (The very best of 大貫妙子) (1986)
- Onuki Taeko Zenkyoku-shu (大貫妙子全曲集) (1988)
- Onuki Taeko Best (大貫妙子ベスト) (1989)
- PURE DROPS (1991)
- Toki no Hajimari (時の始まり) (1992)
- Sunaona Kimochi (素直な気持) (1993)
- NEW BEST (1994)
- History 1978—1984 (1999)
- Selection～Panam Years 1976—1977～ (セレクション～Panam Years 1976—1977～) (2003)
- Anthology Library ～ Anthology 1973—2003 ～ (2003)
- Golden ☆ Best Onuki Taeko～RCA Years 1978—1984 (ゴールデン☆ベスト 大貫妙子～RCA Years 1978—1984) (2005)
- palette (2009)
- GOLDEN☆BEST Onuki Taeko ～The BEST 80’s Director’s Edition～ (GOLDEN☆BEST 大貫妙子 ～The BEST 80’s Director’s Edition～) (2011)
- CM&TV Theme-shu TAEKO ONUKI WORKS 1983—2011 CM / TV Music Collection (CM&TVテーマ集 TAEKO ONUKI WORKS 1983—2011 CM / TV Music Collection) (2011)